# 疏花车前
疏花车前（学名：Plantago asiatica sp. erosa）为车前科车前属下的一个亚种。

## 扩展阅读
- 維基物種上的相關：疏花车前